# Olympische Sommerspiele 2020/Teilnehmer (Monaco)
| Gelbes Symbol für Goldmedaillen mit stilisierten Olympischen Ringen | Graues Symbol für Silbermedaillen mit stilisierten Olympischen Ringen | Braundes Symbol für Bronzemedaillen mit stilisierten Olympischen Ringen |
| ------------------------------------------------------------------- | --------------------------------------------------------------------- | ----------------------------------------------------------------------- |
| —                                                                   | —                                                                     | —                                                                       |

Monaco nahm an den Olympischen Spielen 2020 in Tokio teil. Es war die 21. Teilnahme an Olympischen Sommerspielen.
Das Comité Olympique Monégasque entsendete sechs Athleten in fünf Sportarten. Yang Xiaoxin war Fahnenträgerin bei der Eröffnungsfeier.

## Teilnehmer nach Sportarten

### Judo
| Athleten     | Wettbewerb | 1. Runde  | 1. Runde | Achtelfinale      | Achtelfinale | Viertelfinale | Viertelfinale | Halbfinale / Trostrunde | Halbfinale / Trostrunde | Finale / Platz 3 | Finale / Platz 3 | Rang |
| Athleten     | Wettbewerb | Gegner    | Ergebnis | Gegner            | Ergebnis     | Gegner        | Ergebnis      | Gegner                  | Ergebnis                | Gegner           | Ergebnis         | Rang |
| ------------ | ---------- | --------- | -------- | ----------------- | ------------ | ------------- | ------------- | ----------------------- | ----------------------- | ---------------- | ---------------- | ---- |
| Männer       |            |           |          |                   |              |               |               |                         |                         |                  |                  |      |
| Cedric Bessi | bis 73 kg  | L. Diallo | 10:0     | T.-O. Tsogtbaatar | 0:11         | ausgeschieden | ausgeschieden | ausgeschieden           | ausgeschieden           | ausgeschieden    | ausgeschieden    | 9    |

### Leichtathletik
Laufen und Gehen
| Athleten         | Wettbewerb | Vorlauf | Vorlauf | Runde 1       | Runde 1       | Halbfinale    | Halbfinale    | Finale        | Finale        | Rang          |
| Athleten         | Wettbewerb | Zeit    | Rang    | Zeit          | Rang          | Zeit          | Rang          | Zeit          | Rang          | Rang          |
| ---------------- | ---------- | ------- | ------- | ------------- | ------------- | ------------- | ------------- | ------------- | ------------- | ------------- |
| Frauen           |            |         |         |               |               |               |               |               |               |               |
| Charlotte Afriat | 100 m      | 12,35 s | 15      | ausgeschieden | ausgeschieden | ausgeschieden | ausgeschieden | ausgeschieden | ausgeschieden | ausgeschieden |

### Rudern
| Athleten           | Wettbewerb | Vorlauf     | Vorlauf | Vorlauf       | Hoffnungslauf | Hoffnungslauf | Hoffnungslauf | Viertelfinale | Viertelfinale | Viertelfinale  | Halbfinale  | Halbfinale | Halbfinale    | Finale      | Finale | Rang |
| Athleten           | Wettbewerb | Zeit        | Platz   | Qualifikation | Zeit          | Platz         | Qualifikation | Zeit          | Platz         | Qualifikation  | Zeit        | Platz      | Qualifikation | Zeit        | Platz  | Rang |
| ------------------ | ---------- | ----------- | ------- | ------------- | ------------- | ------------- | ------------- | ------------- | ------------- | -------------- | ----------- | ---------- | ------------- | ----------- | ------ | ---- |
| Männer             |            |             |         |               |               |               |               |               |               |                |             |            |               |             |        |      |
| Quentin Antognelli | Einer      | 7:10,52 min | 4       | Hoffnungslauf | 7:34,14 min   | 1             | Viertelfinale | 7:29,99 min   | 4             | Halbfinale C/D | 7:06,03 min | 2          | Finale C      | 7:01,85 min | 3      | 15   |

### Schwimmen
| Athleten        | Wettbewerb      | Vorlauf      | Vorlauf | Halbfinale    | Halbfinale    | Finale        | Finale        | Rang |
| Athleten        | Wettbewerb      | Zeit         | Rang    | Zeit          | Rang          | Zeit          | Rang          | Rang |
| --------------- | --------------- | ------------ | ------- | ------------- | ------------- | ------------- | ------------- | ---- |
| Frauen          |                 |              |         |               |               |               |               |      |
| Claudia Verdino | 100 m Brust     | DSQ          | DSQ     | ausgeschieden | ausgeschieden | ausgeschieden | ausgeschieden | -    |
| Männer          |                 |              |         |               |               |               |               |      |
| Théo Druenne    | 1500 m Freistil | 16:17,20 min | 28      | ausgeschieden | ausgeschieden | ausgeschieden | ausgeschieden | 28   |

### Tischtennis
| Athleten     | Wettbewerb | 1. Runde | 1. Runde | 2. Runde         | 2. Runde | 3. Runde    | 3. Runde | Achtelfinale  | Achtelfinale  | Viertelfinale | Viertelfinale | Halbfinale    | Halbfinale    | Finale/Platz 3 | Finale/Platz 3 | Rang  |
| Athleten     | Wettbewerb | Gegner   | Erg.     | Gegner           | Erg.     | Gegner      | Erg.     | Gegner        | Erg.          | Gegner        | Erg.          | Gegner        | Erg.          | Gegner         | Erg.           | Rang  |
| ------------ | ---------- | -------- | -------- | ---------------- | -------- | ----------- | -------- | ------------- | ------------- | ------------- | ------------- | ------------- | ------------- | -------------- | -------------- | ----- |
| Frauen       |            |          |          |                  |          |             |          |               |               |               |               |               |               |                |                |       |
| Yang Xiaoxin | Einzel     | —        | —        | Polina Trifonowa | 4:1      | Sun Yingsha | 0:4      | ausgeschieden | ausgeschieden | ausgeschieden | ausgeschieden | ausgeschieden | ausgeschieden | ausgeschieden  | ausgeschieden  | 17–32 |